# Прауд, Бенджамин
Бенджамин Прауд (англ. Benjamin Proud; род. 21 сентября 1994, Лондон) — британский пловец, двукратный чемпион мира, чемпион мира на короткой воде, трёхкратный чемпион Европы, 5-кратный чемпион Игр Содружества. Специализируется на спринтерских дистанциях вольным стилем и баттерфляем.

## Биография
Родился в семье Нику и Салли Прауд.
Семья переехала в Малайзию, когда ему было пять месяцев, и он вырос в Дамансаре, Куала-Лумпур. У него есть брат, Оливер. Он посещал школу Алисы Смит до 12-го класса.
В Алисе Смит он тренировался с профессиональным малайзийским пловцом Френсисом Киу. Он представлял школу на различных соревнованиях, участвовал во множестве турниров в Юго-Восточной Азии.
В 2011 году, когда ему было 16 лет, он вернулся в Англию, чтобы продолжить карьеру пловца, и присоединился к Плимутскому колледжу. После окончания школы он учился в Университете Св. Марка и Святого Иоанна, где обучался тренерскому делу.
В Плимутском колледже Прауда тренировал Джон Радд. Позднее он переехал на тренировку в Международный клуб плавания Energy Standard в Турцию в 2017 году.

## Карьера
2016
В 2016 году на чемпионате Европы по водным видам спорта в Лондоне он выиграл две бронзовые медали, сначала на 50 метрах баттерфляем, затем на 50-метрах вольным стилем.
Англичанин представляет Великобританию в соревнованиях по вольному стилю на 50 м и 100 м на летних Олимпийских играх 2016 года.
2017
На чемпионате мира по водным видам спорта в 2017 году Бенджамин квалифицировался четвёртым в полуфинале на 50 м баттерфляем, но выиграл золото в финале с национальным рекордным временем 22,75 секунды. Он выиграл ещё одну бронзу на 50-м вольным стилем с результатом 21.43.
2018
На чемпионате Европы в Глазго, в 2018 году, Бенджамин стал чемпионом Европы на дистанции 50 метров вольным стилем с результатом 21.34, и серебряным призёром на дистанции 50 метров баттерфляем с 22.78.
2021
В мае 2021 года на чемпионате Европы в Будапеште, Бенджамин на дистанции 50 метров вольным стилем завоевал серебряную медаль, проплыв в финальном заплыве за 21,69 секунды.

## Лучшие результаты
- 50 метров вольным стилем — 21.11
- 100 метров вольным стилем — 48.52
- 50 метров баттерфляем — 22.75
- 100 метров баттерфляем — 54.88